# Суський заказник
Су́ський зака́зник — ботанічний заказник загальнодержавного значення в Україні. Розташований у межах Костопільського району Рівненської області, біля села Суськ, що на північний захід від міста Рівного. 
Площа 298 га, створений у 1984 році. Підпорядкований Суському лісництву Клеванського держлісгоспу.
Охороняється типовий для Полісся масив дубово-соснового лісу з ліщиною в підліску. В лісі зростає чорниця, конвалія, перлівка поникла. Тут є ділянки, де поширені рослини, занесені до Червоної книги України: вовчі ягоди пахучі, зозулині черевички, півники сибірські, лілія лісова, коручка чемерникоподібна. Трапляється цінна лікарська рослина — наперстянка великоквіткова. 
У заказнику можна побачили зубрів, що заходять сюди з сусіднього мисливського господарства.